# 大學學院工會
大學學院工會（University and College Union）是英国的继续教育和高等教育機構教職工組成的聯合工会。大學學院工會於2006年6月1日由大学教师协会和全国继续教育和高等教育教师协会合并而成。